# NGC 3451
NGC 3451 é uma galáxia espiral barrada (SBcd) localizada na direcção da constelação de Leo Minor. Possui uma declinação de +27° 14' 23" e uma ascensão recta de 10 horas, 54 minutos e 21,1 segundos.
A galáxia NGC 3451 foi descoberta em 11 de Abril de 1785 por William Herschel.